# 세스나 T-37
세스나 T-37/A-37은 가장 유명한 훈련공격기의 하나이다. 별명으로 Tweety Bird, Tweet, Dragonfly, Super Tweet 등으로 불린다.
쌍발 엔진의 작은 비행기는, 지난 수십 년간 미국 공군의 주된 훈련기였다. 그리고 베트남전에서는 공격기로서 활약했다. T-37은 현재 운용중인 미국 군용기 중에서 세스나의 유일한 제품이다.

## 임무
T-37은 학생들이 비행기 조작의 기초과정 훈련에 사용되는 쌍발 엔진 제트기이다. 이것은 1955년부터 미국 공군에 의해 사용되었다. T-37 Tweet은 쌍발엔진 제트기로서, 조종사, 항법사, 전술항법사 과정의 학생들에게 비행기의 기초조작, 계기비행, 포메이션과 야간비행을 가르치는 데 사용된다. 쌍발엔진과 비행특성은 학생들에게 더 큰 기종이자, 조종사 훈련 과정에서 조종하게 될 T-38 탤론이나 T-1A Jayhawk의 감각을 미리 배울 수 있게 해준다. 더욱 효과적인 훈련을 위해 비행교관과 학생이 나란히 옆에 탑승한다. 조종석은 조종간이 두개이며, 사출좌석과 제티슨이 가능한 캐노피등을 갖추고 있다.

## 퇴역
2006년 5월 5일 수원비행장에서 에어쇼 도중 T-37의 경공격기 버전인 A-37 드래곤플라이 한 대가 추락하여, 조종사가 목숨을 잃는 사고가 발생했다. 대한민국 공군의 에어쇼팀은 T-50 골든이글로 에어쇼 기종을 변경했다.
미국에서는 T-37 초등훈련기가 퇴역하고 T-6 텍산 II으로 대체되고 있다. 독일도 역시 동일하게 교체하고 있다. 대한민국에서는 T-6 텍산 II과 동일한 엔진, 동일한 성능을 가진 KT-1을 개발했다. 2007년 T-6 텍산 II을 제치고 KT-1을 대당 50억원에 터키에 55대를 수출하였다.
미국 레이시온의 T-6 텍산 II는 스위스 필라투스 PC-9를 개조한 것이다. 브라질의 엠브라에르 EMB 312 투카노, 엠브라에르 EMB 314 슈퍼 투카노, 영국의 쇼트 투카노 등 다양한 기종이 세계시장에서 경쟁중이다. 브라질에서는 투카노를 에어쇼 기종으로 사용하고 있다. 역시 KT-1도 에어쇼 규격을 만족하도록 개발되었다.

## 제원 (A-37B 드래곤플라이)

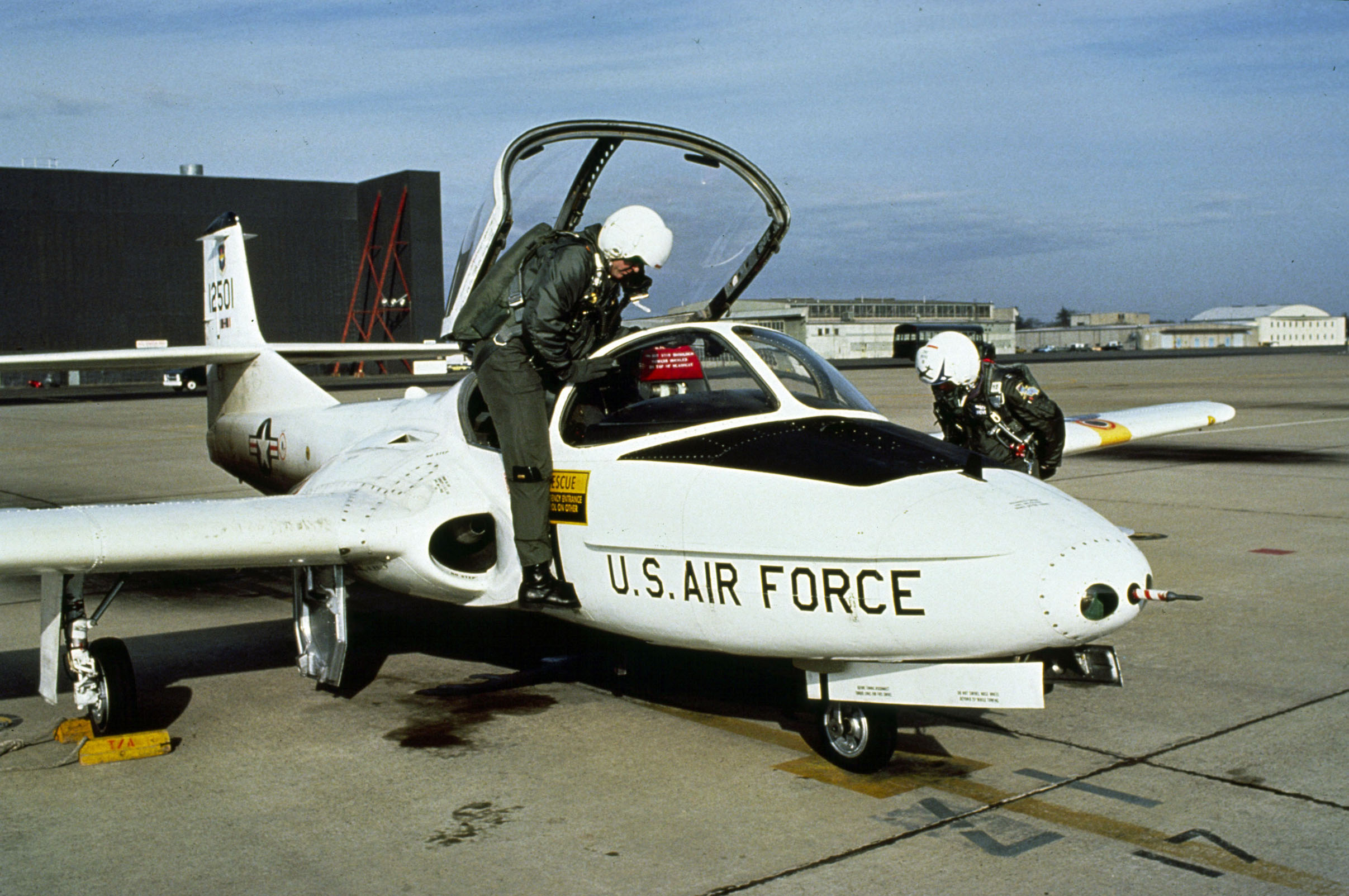
T-37B 트위트

### 일반 특성
- 조종사: 2명
- 길이: 32 ft 1 in (9.79 m)
- 날개폭: 38 ft 5 in (11.71 m)
- 높이: 9 ft 3 in (2.82 m)
- 날개면적: 184 ft² (17.1 m²)
- 체공중량: 6,210 lb (2,815 kg)
- 최대이륙중량: 15,000 lb (6,800 kg)
- 엔진: 2× GE J85-GE-17A 터보젯, 각각 2,855 lbf (12.7 kN)의 추력

### 성능
- 최대속도: 480 mph (420 knots, 770 km/h)
- 순항속도: 300 mph (260 knots, 480 km/h)
- 순항거리: 800 nm (920 mi, 1,480 km)
- 운용고도: 41,800 ft (12,700 m)
- 상승율: 7,000 ft/min (35.5 m/s)

### 무장
- 기관포: 1× 7.62 mm (0.30 in) GAU-2B/A minigun, 618발
- 폭탄: 6,000 lb (2,720 kg) 날개밑의 8개 하드포인트에 장착

## 사용국가

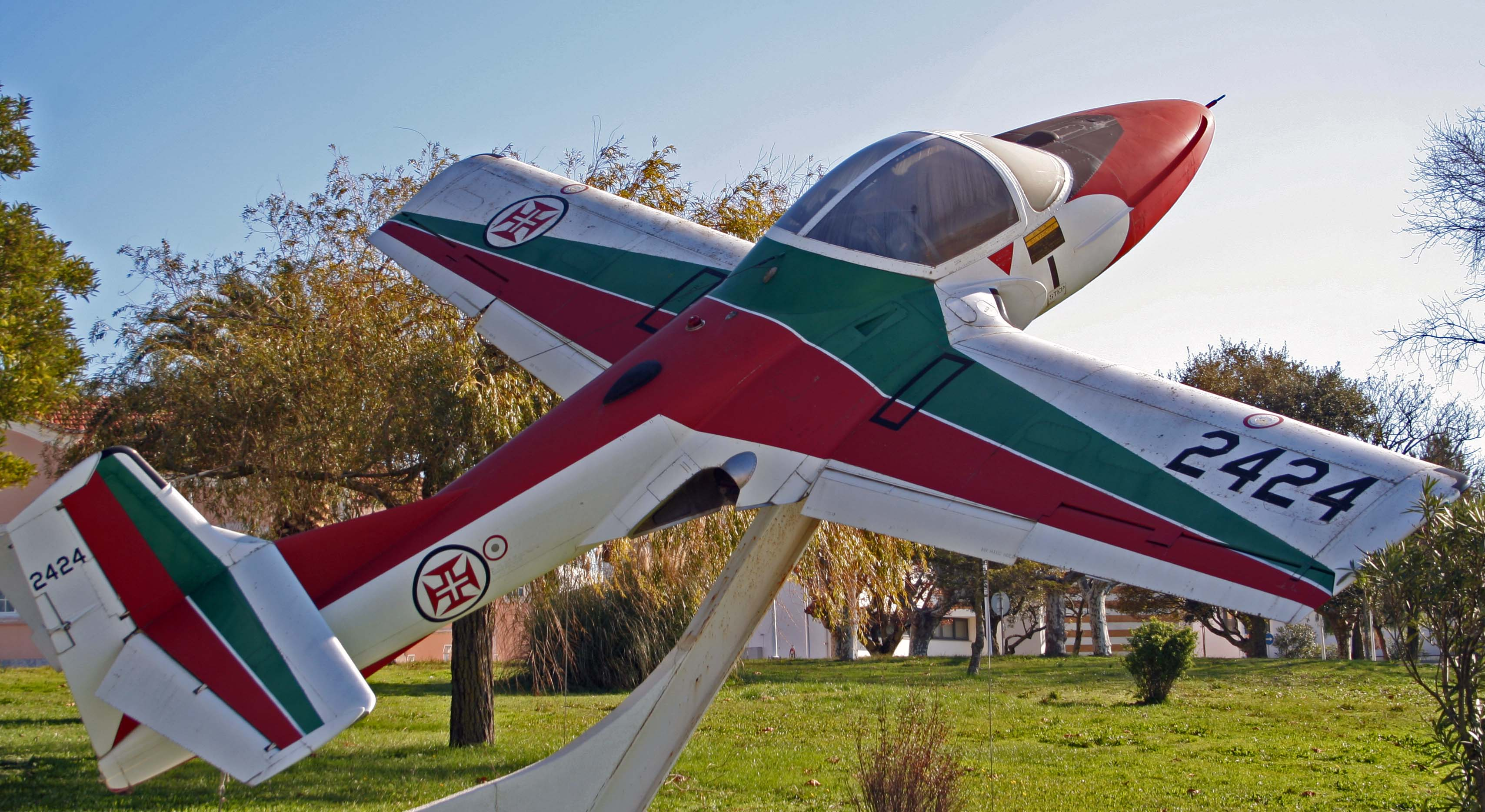
포르투갈 공군의 T-37

방글라데시30
 브라질65 T-37C, 후에 30대를 대한민국에 수출했음. 파라과이에 12대를 수출하려 했으나 미국이 반대함.
 미얀마12 T-37C.
 캄보디아4 T-37B.
 칠레32 (20 T-37B, 12 T-37C)
 콜롬비아14 (4 T-37B, 10 T-37C)
 에콰도르20 (10 A-37, 10 T-37B)
 독일47 T-37B (50 T-6 텍산 II로 교체되고 있음)
 그리스32 (8 T-37B, 24 T-37C)
 요르단15 미공군의 중고 T-37B
 모로코14
 파키스탄63 (24 T-37B, 39 T-37C) 추가로 20대 주문했음.
 페루32 T-37B
 포르투갈30 T-37C. 1977년부터 에어쇼팀에서 사용
 대한민국25 T-37C, 브라질에서 30대 중고 수입. 1973년 6월 최초 도입
 베트남 공화국24 T-37B
 태국16 (10 T-37B, 6 T-37C)
 튀르키예60+5 T-37C
 미국
 베트남

## 같이 보기
- T-41 초등훈련기
- T-50 골든이글 고등훈련기